# Рибниця (Півка)
Рибниця (словен. Ribnica) — поселення в общині Півка, Регіон Нотрансько-крашка, Словенія. Висота над рівнем моря: 484,1 м.